# Frank Jonker
Frank Jonker (Hoogerheide, 18 april 1965) is een Nederlandse auteur.
Jonker deed in 1989 mee met een scenariowedstrijd van Het Stripschap en Donald Duck en was een van de drie winnaars. Het verhaal verscheen in 1990 in de Donald Duck en vanaf dat moment besloot Jonker van de pen te gaan leven.
Hij schreef verschillende verhalen met Donald Duck en andere Disneyfiguren in de hoofdrol. Zijn verhalen werden en worden getekend door onder andere Mau Heymans, Bas Heymans en Hans van Oudenaarden.
Vanaf 1996 verschenen er ook verhalen van Frank Jonker in het meidenblad Tina. Voor dit blad bedacht hij onder andere de serie  Puck, getekend door Paul Hoogma.
In 1997 verscheen het eerste verhaal van Luuk en Lotte in de Okki, de eerste drie jaar getekend door Giovanni de Reus, daarna nog een jaar door Gerben Valkema. Vanaf 1999 verscheen de serie Vera en Victor, met tekeningen van Remco Polman, in diverse uitgaven van het NOV.
Vanaf 2002 stortte Jonker zich ook op de korte tekstverhalen. Ze werden onder andere gepubliceerd in de Donald Duck, de Okki en het Vlaamse Zonnestraal. Hans van Oudenaarden vroeg hem in 2003 om Koen Wynkoop op te volgen als scenarist van de bewerkingen als strip van de Bob Evers-boeken van Willy van der Heide. Inmiddels zijn in het Algemeen Dagblad drie door hem bewerkte verhalen verschenen. Jonker en Van Oudenaarden zijn bezig met de bewerking van meer Bob Evers-boeken. Er verschenen nog twee albums in 2008 en 2010 waarvan de laatste een voorpublicatie kreeg in Eppo.
In 2016 werd Jonker de vaste scenarist voor de reeks Hel van Danker Jan Oreel. Deze reeks was na een zeer lange aanloop dan eindelijk van start gegaan in Eppo in 2010. Het eerste deel in de reeks, De koffers van Raz Fadraz, was nog een samenwerking tussen Oreel en Henk Kuijpers, die voor het scenario zorgde, maar deze kon geen tijd meer vrijmaken naast zijn eigen werk aan de reeks Franka. Oreel werkte eerst zelf aan het scenario van deel 2, De Sibylle-codex, maar liep op zeker moment vast waarna genoemde Jonker insprong en het verhaal kon afronden. Voorpublicatie volgde vanaf augustus 2016 in Eppo en in albumvorm in 2017.
In 2019 werd gestart met de voorbereiding van het derde deel van de reeks Hel, wat als werktitel Het verloren goud van Troje meekreeg. De voorpublicatie zal op zijn vroegst eind 2022 aanvangen (deels vertraagd door andere opdrachten van Danker Jan Oreel die voorrang hadden) in het striptijdschrift Eppo.
- Gemeinsame Normdatei: 1057946338
- International Standard Name Identifier: 0000 0003 6916 6626
- Library of Congress Control Number: n2018047397
- Nederlandse Thesaurus van Auteursnamen: 255184468
- Virtual International Authority File: 280129280
- WorldCat: E39PBJB8qxpjMfPXKpqp9jxYyd